# 칼리닌그라드
칼리닌그라드(러시아어: Калининград [kəlʲɪnʲɪnˈɡrat][*], 독일어: Kaliningrad 칼리닌그라트[*], 폴란드어: Królewiec 크룰레비에츠[*], 리투아니아어: Karaliaučius 카랄랴우추스, 문화어: 깔리닌그라드)는 발트해 연안에 있는 도시이다. 칼리닌그라드주(북쪽은 리투아니아, 남쪽으로는 폴란드, 서쪽으로는 발트해에 접해 있다)의 주도이며, 발트해에 면한 항구 도시다.
1256년에 건설된 이 도시는 튜튼기사단 국가, 프로이센 공국의 수도였으며, 동프로이센의 주도(州都)로서 쾨니히스베르크(독일어: Königsberg [ˈkøːnɪçsbɛʁk][*], 러시아어: Кёнигсберг [ˈkʲɵnʲɪɡzbɛrk] 쿄닉스베르크[*])로 불렸다. 제2차 세계 대전 전까지는 독일 북동부 변경의 중요 도시였지만, 제2차 세계 대전 이후 동프로이센의 북부 1/3 가량이 소비에트 연방의 영토가 되었다. 1946년에 소련의 정치인 미하일 칼리닌의 이름을 따서 현재의 이름으로 바뀌었다. 인구는 43만 5천 명이다. 부동항으로 선박수리·기중기·차량·어류통조림 등의 제조, 펄프, 제지업 등이 있다.

## 역사

### 쾨니히스베르크
본래는 발트계의 프로이센인의 땅이었다. 1256년 보헤미아의 왕 오타카르 2세의 권고로 튜튼 기사단에 의하여 쾨니히스베르크 성(城)이 건설된 것이 이 도시의 시초였다. 한자 동맹에 속한 도시가 되었고, 1457년 튜튼 기사단의 본부가 세워졌으며, 1525년 프로이센 공국의 수도가 되었다.

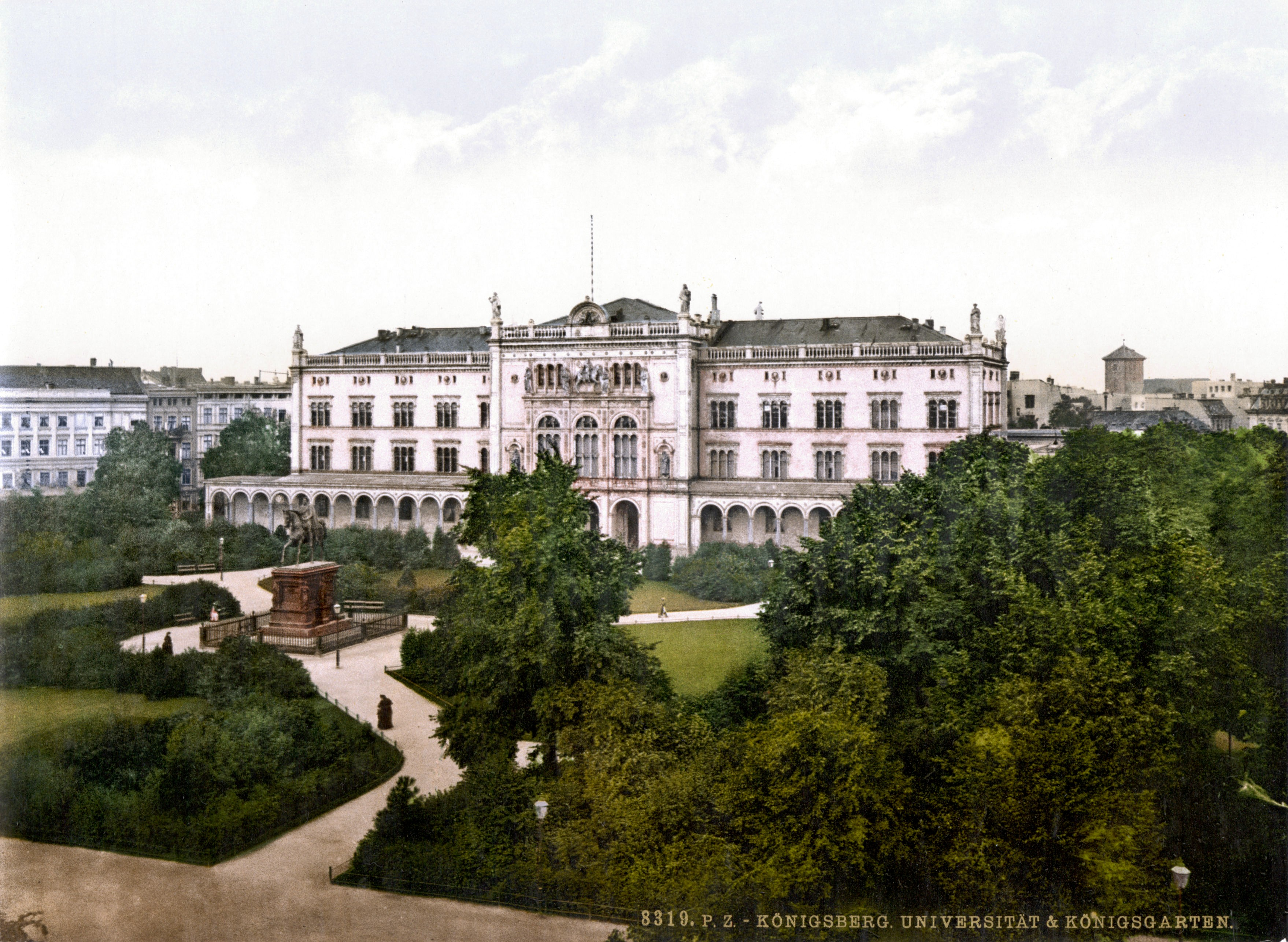
알베르티나 대학교, 1900년경

1544년 프로이센의 알베르트 공에 의해 알베르티나 대학이 세워져 교육의 중심지가 되었고, 1701년에 이 도시에서 브란덴부르크 선제후(選諸候) 프리드리히 3세가 프로이센의 프리드리히 1세로서 즉위식을 올렸다. 쾨니히스베르크는 프로이센 왕국이 성립되어 수도가 베를린이 되기 전까지 수도였으며, 베를린으로 왕국의 수도가 이전한 뒤에도 역대 프로이센 왕들은 이곳에서 대관식을 치렀다.
제1차 세계 대전이 끝나자, 이 도시가 속한 동프로이센은 폴란드 회랑(回廊)에 의해 독일 본토로부터 육로가 끊기게 되었다. 제2차 세계 대전 중인 1944년, 이 도시는 영국군의 폭격으로 큰 피해를 입었는데, 이때 역사적 건축 문화재 또한 많이 파괴되었다. 또한 1945년의 쾨니히스베르크 전투에 의해 도시는 거의 폐허가 되었다. 전쟁이 끝난 1945년 봄, 1940년 37만 명이던 도시의 인구는 5만 명으로 줄어 있었다. 이들 독일인 주민들은 1948년까지 거의다 추방되었다.
수학에서 '퀴니히스베르크의 다리'문제의 장소가 이 도시 중앙에 있다.
임마누엘 칸트의 묘가 이 도시에 있다.

### 소비에트 연방
1945년 이 도시는 소비에트 연방의 러시아 소비에트 연방 사회주의 공화국에 합병되었으며, 이듬해 소련 최고소비에트 의장 미하일 칼리닌이 죽자 그의 이름을 따 칼리닌그라드로 이름이 바뀌었다. 독일인이 추방된 도시에는 러시아인이 이주해 들어왔다. 소련의 서단(西端)에 위치한 이 도시는 냉전시대에는 중요한 전략적 위치를 차지했다. 발트 함대는 1950년대에 이 도시에 본부를 두고 있었으며, 칼리닌그라드는 폐쇄된 도시가 되었다.

### 러시아

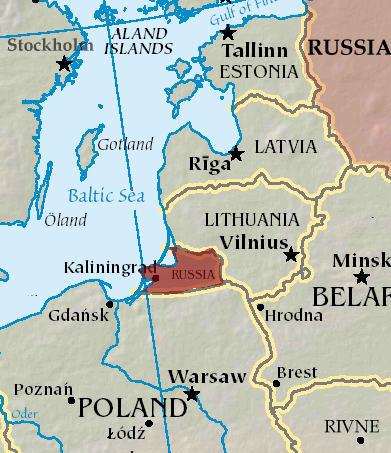
고립된 러시아 영토이자 러시아의 유일한 발트해 부동항인 칼리닌그라드

소비에트 연방의 붕괴로 인해 칼리닌그라드와 칼리닌그라드 주는 러시아 본토와 떨어진 고립된 지역이 되었다. 칼리닌그라드는 부동항(不凍港)이기 때문에 러시아 발트 함대의 중요한 근거지가 되고 있다. 칼리닌그라드에 이웃한 국가인 폴란드와 리투아니아가 2004년에 유럽 연합에 가입하면서 칼리닌그라드는 유럽 연합에 둘러싸여 버렸다.
최근에, 이곳의 일부 사람들은 러시아의 일부 도시(상트페테르부르크와 니즈니노브고로드, 트베리 등)가 소련 시절에 변경된 이름을 다시 옛 이름으로 환원한 것처럼, 칼리닌그라드는 소비에트 연방 시절에 사용된 이름이므로 다시 이 도시의 이름을 쾨니히스베르크로 환원해야 한다고 주장한다. 하지만 계속 사용된 이름인 칼리닌그라드는 적어도 몇 년 동안은 사용된 이름이었다. 그리고 이 이름은 계속 사용되고 있다. "쿄니크"(Kyonig, 쾨니히스베르크(Königsberg)를 줄인 러시아말)는 종종 이곳의 관광사들이 사용하기도 한다.

## 지리
프레골랴강이 칼리닌그라드 석호(潟湖)로 흘러드는 하구에 자리잡고 있다. 발티스크까지는 40 km가 운하로 연결된다.

## 주요 관광지
- 쾨니히스베르크 성당

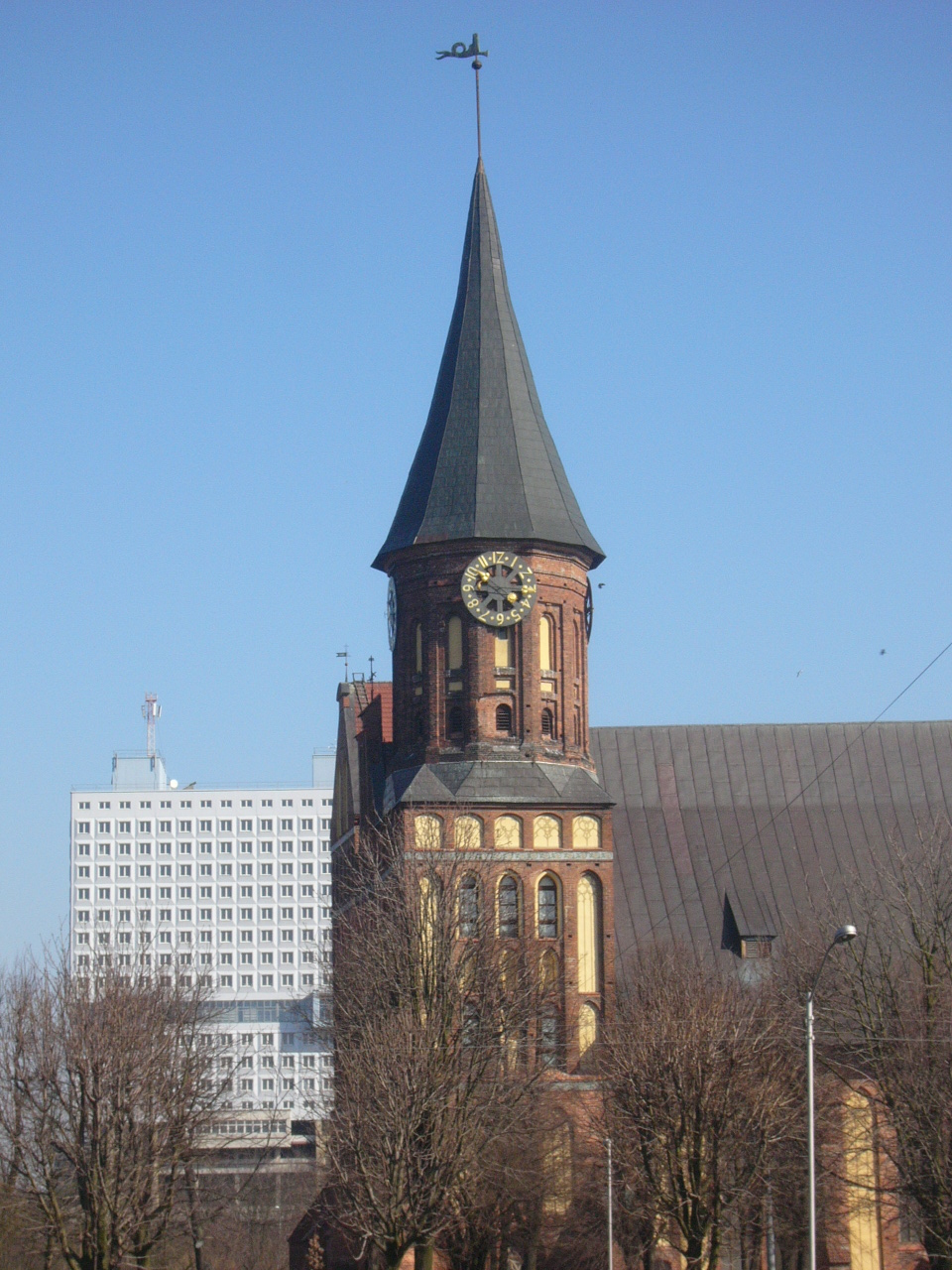
쾨니히스베르크 성당. 뒤에 보이는 건물은 소비에트 하우스

- 자크하임 문, 왕의 문 및 브란덴부르크 문
- 칼리닌그라드 동물원
- 소비에트 하우스 (쾨니히스베르크 성터에 지음)
- 구세주 그리스도 성당
- 승리 광장 (시 중심부)
- 이마누엘 칸트 국립대학 (알베르티나 대학 터에 지음)
- 옛 요새들

## 인구
| 연도                | 인구    | ±%     |
| ------------------- | ------- | ------ |
| 1897                | 162,000 | —      |
| 1959                | 203,570 | +25.7% |
| 1970                | 296,962 | +45.9% |
| 1979                | 354,788 | +19.5% |
| 1989                | 401,280 | +13.1% |
| 2002                | 430,003 | +7.2%  |
| 2010                | 431,902 | +0.4%  |
| 2021                | 490,449 | +13.6% |
| Source: Census data |         |        |

본래 이 도시의 주민은 독일인이었으나 2차 대전 후 추방당하여, 지금은 대부분의 주민이 러시아인이다. 러시아인이 82%를 차지하고, 그다음으로 벨라루스인이 5%를, 우크라이나인이 4%를 점한다. 그 외에 1.4%가 라트비아, 리투아니아, 에스토니아 등 발트 3국 출신이고, 0.8%가 아르메니아인과 독일인, 0.5%가 타타르족과 유대인, 바슈키르족, 폴란드인이다. 주민들 대부분은 러시아어를 쓴다.

## 산업 및 경제
러시아의 유일한 발트해에 접한 부동항이자 해군기지, 산업·어업·상업의 중심지이기도 하다.

## 군사
러시아의 칼리닌그라드주는 중무장된 지역이다.

## 기후
| 칼리닌그라드의 기후                                              | 칼리닌그라드의 기후 | 칼리닌그라드의 기후 | 칼리닌그라드의 기후 | 칼리닌그라드의 기후 | 칼리닌그라드의 기후 | 칼리닌그라드의 기후 | 칼리닌그라드의 기후 | 칼리닌그라드의 기후 | 칼리닌그라드의 기후 | 칼리닌그라드의 기후 | 칼리닌그라드의 기후 | 칼리닌그라드의 기후 | 칼리닌그라드의 기후 |
| 월                                                               | 1월                 | 2월                 | 3월                 | 4월                 | 5월                 | 6월                 | 7월                 | 8월                 | 9월                 | 10월                | 11월                | 12월                | 연간                |
| ---------------------------------------------------------------- | ------------------- | ------------------- | ------------------- | ------------------- | ------------------- | ------------------- | ------------------- | ------------------- | ------------------- | ------------------- | ------------------- | ------------------- | ------------------- |
| 역대 최고 기온 °C (°F)                                           | 12.7 (54.9)         | 16.9 (62.4)         | 23.3 (73.9)         | 28.5 (83.3)         | 30.6 (87.1)         | 34.0 (93.2)         | 36.3 (97.3)         | 36.5 (97.7)         | 33.8 (92.8)         | 26.4 (79.5)         | 19.4 (66.9)         | 13.3 (55.9)         | 36.5 (97.7)         |
| 일평균 최고 기온 °C (°F)                                         | 1.1 (34.0)          | 2.1 (35.8)          | 6.1 (43.0)          | 13.1 (55.6)         | 18.2 (64.8)         | 21.3 (70.3)         | 23.5 (74.3)         | 23.3 (73.9)         | 18.4 (65.1)         | 12.2 (54.0)         | 6.2 (43.2)          | 2.6 (36.7)          | 12.3 (54.1)         |
| 일일 평균 기온 °C (°F)                                           | −1.2 (29.8)         | −0.6 (30.9)         | 2.4 (36.3)          | 7.9 (46.2)          | 12.7 (54.9)         | 16.1 (61.0)         | 18.5 (65.3)         | 18.1 (64.6)         | 13.5 (56.3)         | 8.4 (47.1)          | 3.9 (39.0)          | 0.4 (32.7)          | 8.3 (46.9)          |
| 일평균 최저 기온 °C (°F)                                         | −3.5 (25.7)         | −3.0 (26.6)         | −0.8 (30.6)         | 3.4 (38.1)          | 7.5 (45.5)          | 11.3 (52.3)         | 13.9 (57.0)         | 13.3 (55.9)         | 9.4 (48.9)          | 5.2 (41.4)          | 1.7 (35.1)          | −1.8 (28.8)         | 4.7 (40.5)          |
| 역대 최저 기온 °C (°F)                                           | −32.5 (−26.5)       | −33.3 (−27.9)       | −21.7 (−7.1)        | −5.8 (21.6)         | −3.1 (26.4)         | 0.7 (33.3)          | 4.5 (40.1)          | 1.6 (34.9)          | −2.0 (28.4)         | −11.1 (12.0)        | −18.7 (−1.7)        | −25.6 (−14.1)       | −33.3 (−27.9)       |
| 평균 강수량 mm (인치)                                            | 68 (2.7)            | 54 (2.1)            | 49 (1.9)            | 38 (1.5)            | 52 (2.0)            | 69 (2.7)            | 91 (3.6)            | 91 (3.6)            | 73 (2.9)            | 86 (3.4)            | 76 (3.0)            | 69 (2.7)            | 816 (32.1)          |
| 평균 강우일수                                                    | 14                  | 13                  | 14                  | 14                  | 14                  | 16                  | 15                  | 16                  | 17                  | 18                  | 18                  | 16                  | 185                 |
| 평균 강설일수                                                    | 15                  | 15                  | 10                  | 3                   | 0                   | 0                   | 0                   | 0                   | 0                   | 1                   | 7                   | 13                  | 64                  |
| 평균 상대 습도 (%)                                               | 85                  | 83                  | 78                  | 72                  | 71                  | 74                  | 75                  | 77                  | 81                  | 83                  | 86                  | 87                  | 79                  |
| 평균 월간 일조시간                                               | 35                  | 61                  | 120                 | 171                 | 253                 | 264                 | 257                 | 228                 | 158                 | 96                  | 38                  | 26                  | 1,707               |
| 출처 1: Pogoda.ru.net (평년값: 1991년~2020년, 극값: 1848년~현재) |                     |                     |                     |                     |                     |                     |                     |                     |                     |                     |                     |                     |                     |
| 출처 2: 미국 해양대기청 (일조시간: 1961년~1990년)                |                     |                     |                     |                     |                     |                     |                     |                     |                     |                     |                     |                     |                     |

## 같이 보기
- 동프로이센
- 프레골랴강
- 쾨니히스베르크의 다리 문제
- 수바우키 간격